# Gangster Squad
Gangster Squad es una película estadounidense de 2013 dirigida por Ruben Fleischer, a partir de un guion escrito por Will Beall y protagonizada por Josh Brolin, Ryan Gosling, Nick Nolte, Emma Stone y Sean Penn.
La historia se basa libremente en los oficiales y detectives del Departamento de Policía de Los Ángeles, al mando de Clemence B. Horrall, quienes formaron un grupo llamado la "Unidad Anti Gangster" que trató de luchar contra Mickey Cohen y su banda durante los años 1940 y 1950. 
Su lanzamiento fue previsto originalmente para el 7 de septiembre de 2012 pero a raíz de la Masacre de Aurora de 2012, la fecha de lanzamiento fue cambiada al 11 de enero de 2013 por Warner Bros. Pictures.

## Argumento
En 1949 Los Ángeles, el gánster Mickey Cohen quiere controlar todo el crimen organizado y discute con el mafioso local Jack Dragna el no permitir que la mafia de la costa oeste gobierne la ciudad. Mientras tanto, el detective de la LAPD, Sargento John "Sarge" O'Mara asalta un burdel propiedad de Cohen para salvar a una mujer de ser violada, ganando la atención del jefe de policía Bill Parker. Parker cree que medidas más drásticas se deben tomar contra hombres como Cohen y le encarga a O'Mara que comience a librar una guerra de guerrillas contra los mafiosos. Él le dice a O'Mara (un excomando OSS durante la Segunda Guerra Mundial) para usar su capacitación en operaciones especiales, aprendida en el Campamento X durante la Segunda Guerra Mundial, y que seleccione un pequeño equipo que trabajará sin insignias ni el apoyo oficial de la policía.
La esposa embarazada de O'Mara Connie sugiere la elección de los veteranos no ortodoxos como él, ya que jóvenes con alto desempeño probablemente ya estarían en la nómina de Cohen. Con la ayuda de Connie, O'Mara selecciona un pequeño escuadrón de policías: el teniente Coleman Harris, el experto en  escuchas telefónicas Conwell Keeler, el pistolero y francotirador Max Kennard, y su socio hispano Navidad Ramírez. O'Mara también intenta reclutar a su compañero el sargento Jerry Wooters, pero se ha vuelto perezoso y complaciente en su trabajo y se niega. Wooters mantiene contacto con su amigo de la infancia Jack Whalen, que le proporciona información sobre Cohen. Wooters también se reúne y comienza una relación secreta con la novia de Cohen Grace Faraday.
La primera misión de la brigada es reventar a un casino ilegal Cohen en Burbank, California, pero las cosas se tuercen rápidamente cuando O'Mara y Harris son capturados por policías corruptos de Burbank que custodiaban el casino. Wooters cambia de parecer después de presenciar la muerte de un joven que había estado ayudando e intenta disparar a Cohen. Whalen lo detiene y le dice que O'Mara va a ser entregado a Cohen, lo que provocó que  Wooters se moviera para rescatar a los hombres de la cárcel de Burbank. Al decidir que necesitan más información sobre las operaciones de Cohen, Wooters y Keeler irrumpen en la casa de Cohen y colocan una escucha telefónica ilegal dentro de su TV. Grace, que se cruza con ellos en el domicilio, se compromete a mantenerlo en secreto.
Utilizando la información de la intervención telefónica, el grupo lleva a cabo varias incursiones exitosas en las operaciones de Cohen. Después de una incursión particularmente violenta en un cargamento de droga de Cohen, Keeler comienza a cuestionarse lo que están haciendo, pero O'Mara le hace recapacitar para seguir y derrotar a Cohen. Los medios de comunicación comienzan a referirse al grupo como "The Gangster Squad", lo que hace que Cohen orden a sus hombres saber quiénes son. Keeler deduce que Cohen está construyendo un gran negocio del juego en algún lugar de la ciudad, y advierte a O'Mara que si no se dan prisa en desbaratarlo antes de que entre en funcionamiento, Cohen será demasiado grande como para poder hacer algo. Keeler utiliza las transmisiones alámbricas para localizar el edificio, y el equipo se pone en marca. Un enfurecido Cohen se da cuenta de que el Gangster Squad deben ser policías honestos cuando descubre que no se llevaron nada de su dinero.
Cohen sospecha que su casa tiene micrófonos y comienza a buscarlos. Grace escucha a Cohen y teme que descubra su relación con Wooters. Con la ayuda de una criada, Grace escapa la casa de Cohen y se ve con  Wooters, quien la lleva a Whalen y le pide que la saque de la ciudad. Cohen encuentra el micro y comienza a alimentar información falsa a Keeler. Cohen lleva al Gangster Squad a una trampa en el barrio chino, pero Wooters llega a tiempo para alertar a los hombres de la trampa. Mientras los hombres se distraen en el barrio chino, Cohen golpea varias veces. El guardaespaldas de Cohen, Johnny Stompanato, encuentra puesto de escucha de Keeler y lo mata mientras Cohen ve a Whalen recoger Grace. Cohen asesina a Whalen delante de Grace, que se esconde de él. Por otro lado, y durante el tiroteo a la casa de O'Mara, su mujer da a luz debido al estrés el estrés producido por el tiroteo.
Grace se compromete a declarar contra Cohen por el asesinato de Whalen, y O'Mara utiliza su testimonio para obtener una orden de arresto contra Cohen. El equipo llega en el hotel de Cohen para arrestarlo y un intenso tiroteo comienza. Wooters y Kennard están heridos, mientras que Cohen y su guardaespaldas se escapan. O'Mara los persigue por la manzana, con la asistencia de un Kennard herido de muerte y su habilidosa puntería. O'Mara y Cohen se involucran en una pelea brutal que termina con O'Mara superando anCohen de rodillas. Cuando la  multitud se reúne, un ensangrentado O'Mara aleja y Cohen es arrestado por el asesinato de Whalen.
Como jefe Parker les había dicho, al Gangster Squad nunca se le atribuirá el haber derribado a Cohen. El testimonio de Grace asegura que Cohen sea condenado a 25 años en Alcatraz, donde se da la bienvenida con violencia por los amigos de Whalen. Grace y Wooters permanecen juntos y él se queda en la fuerza, mientras que Ramírez y Harris se convierten en compañeros de patrulla. Ramírez está demostrado patrullando con el revolver de Kennar en su cadera. O'Mara decide vivir una vida tranquila en Los Ángeles con Connie y su hijo.

## Reparto
- Josh Brolin como el sargento John O'Mara.
- Ryan Gosling como el sargento Jerry Wooters.
- Sean Penn como Mickey Cohen.
- Nick Nolte como jefe Bill Parker.
- Emma Stone como Grace Faraday.
- Anthony Mackie como teniente Coleman Harris.
- Giovanni Ribisi como Oficial Conwell Keeler.
- Robert Patrick como Oficial Max Kennard.
- Michael Peña como Oficial Navidad "Christmas" Ramírez.
- Mireille Enos como Connie O'Mara.
- Sullivan Stapleton como Jack Whalen.
- Holt McCallany como Karl Lennox.
- Josh Pence como Daryl Gates.
- Austin Abrams como Pete.
- Jon Polito como Jack Dragna.
- James Hébert como Mitch Racine.
- John Aylward como Juez Cárter.
- Troy Garity como Wrevock.
- James Carpinello como Johnny Stompanato.
- Frank Grillo como Tommy Russo.
- Jonny Coyne como Grimes.
- Jack McGee como teniente Quincannon.

## Producción

### Rodaje
El rodaje comenzó el 6 de septiembre de 2011 en Los Ángeles. Sets estaban ubicados en todo el Condado de Los Ángeles desde el norte del Valle de San Fernando al sur de la frontera del condado. Establece también fueron recreados en Sony Pictures Studios en Culver City. La estación de Los Angeles de la Unión, el Teatro Tower, el ayuntamiento, la estación de Policía de Highland Park, Park Plaza Hotel, Parque MacArthur y la cafetería de Clifton fueron utilizados como lugares de rodaje . Tres días de producción se gastaron en Chinatown (Los Ángeles). La película fue rodada digitalmente utilizando cámaras con lentes anamórficas. El rodaje envuelto el 15 de diciembre de 2011.

### Promoción
El primer tráiler de Gangster Squad fue lanzado el 9 de mayo de 2012. A raíz del tiroteo masivo en un cine de Aurora, Colorado el 20 de julio, el tráiler fue retirado de la mayoría de los teatros en ejecución antes de las películas y al aire en la televisión, y se retira de Apple sitio de remolque y 's YouTube debido a una escena en la que los personajes disparan ametralladoras a los espectadores a través de la pantalla del teatro chino de Grauman.
Más tarde se informó que la escena teatral de la película iba a ser removido, ya sea, o se coloca en un entorno diferente, ya que es una parte crucial de la película, y la película se sometería adicionales re-shoots de varias escenas para dar cabida a estos cambios. Esto dio lugar a la liberación de Gangster Squad está retrasando. Alrededor de una semana después del tiroteo en Aurora, Warner confirmó oficialmente que la película iba a ser puesta en libertad el 11 de enero de 2013, golpe por 7 de septiembre de 2012 Fecha de lanzamiento original. Dos semanas más tarde, el 22 de agosto, el elenco se reunió en Los Ángeles para completamente re-rodar la secuencia de la acción principal de la película. El nuevo escenario se estableció en el barrio chino, donde la Gangster Squad entra en conflicto abierto con los gánsteres ya que contraatacan. Josh Brolin dijo que no estaba triste escena de la 'sala de cine' original fue cortada, y admitió que esta nueva versión es tan violenta.

## Lanzamiento

### Recepción
La película recibió críticas mixtas por parte de los críticos. Rotten Tomatoes da a la película una calificación de 32%, basado en 193 opiniones, con el consenso del sitio que dice: "A pesar de que es elegante y cuenta con un elenco talentoso, Gangster Squad sufre de una escritura mediocre, personajes poco desarrollados y una cantidad excesiva de la violencia". Otro agregador de revisión, Metacritic, que asigna una calificación basada en las mejores reseñas de los críticos de la corriente principal, calculó una puntuación de 40 sobre 100, basado en 38 críticos, con críticas mixtas.
Marcar Kermode en su BBC Radio 5 Live show con Simon Mayo, comparó Gangster Squad desfavorablemente con el videojuego de Rockstar L.A. Noire que tenía un mejor desarrollo de los personajes que Gangster Squad.
Los revisores de Spill.com le dieron un "alquiler", elogiando el enfoque elegante pero criticando el diálogo, el carácter "damisela en apuros" subdesarrollado de Emma Stone, y maquillaje de risa de Sean Penn. Ciro sugiere que la subtrama romántica entre el sargento Jerry Wooters y Grace Faraday es "una historia que le importaría nada si no fuera por Ryan Gosling y Emma Stone". El editor de IGN Chris Tilly escribió: Gangster Squad se visiona muy bien, pero frustra porque con el talento involucrado, tenía el potencial de ser mucho más. La calificación de la película fue un 6.3 sobre 10.
El escritor Roger Ebert del Chicago Sun-Times, Jeff Shannon, da a la película 2 estrellas sobre 4. Él cree que el director Fleischer, más conocido por su trabajo de comedia, está fuera de su elemento, y apenas suprime su deseo de suplantar el género. Señala que entre Stone y Gosling había química en Crazy, Stupid, Love, pero que aquí se "cuaja en papilla tibia". Critica además los personajes de relleno, y el tono general desigual de la película, pero elogia a los aspectos más destacados de acción como la persecución de coches, y ocasionales destellos de brillantez en la ejecución de Sean Penn. En conclusión, describe la película de 1991 El imperio del mal de Christian Slater diciendo que es un poco mejor que Gangster Squad.
Owen Gleiberman de Entertainment Weekly dio a la película una "C" y escribió:
Cuando Penn está en la pantalla, Gangster Squad está lejos de ser grande, pero lo intenta. El problema es que el director, Ruben Fleischer  veterano que hizo Zombieland), nos atrae a ver una película de suspenso e intriga, pero O'Mara y su equipo de policías nunca llegan a tener un plan coherente. Y la película, como drama criminal, va a ninguna parte.
Richard Roeper dio a la película una B+, diciendo "Gangster Squad es una pieza de pulp fiction basada en hechos reales", y tomó nota de las buenas actuaciones.

### Taquilla
Gangster Squad recaudó $ 17 millones en su primer fin de semana. Terminó tercera en la taquilla, detrás de La noche más oscura ($ 24.4 millones) y una casa encantada ($ 18,100,000).
La película llegó a recaudar $ 46.000.903 y $ 59.200.000 a nivel nacional e internacional, para un total bruto de 105.200.903 dólares.

### Lanzamiento en DVD y Blu-ray
Gangster Squad fue lanzada en DVD y Blu-ray el 23 de abril de 2013. El Blu-ray incluye comentarios del director Ruben Fleischer y varios segmentos sobre los hombres de la vida real y las historias de Gangster Squad y Mickey Cohen.

## Inspiración en la vida real
La película pretende estar inspirada en una historia real, aunque gran parte de la historia se inventa.
- La película retrata a Cohen organizando el asesinato del opositor Jack Dragna, mientras que en realidad Dragna murió de un ataque al corazón en 1956.
- William Parker es retratado como un sin sentido cristiano en la película, mientras que en realidad era mucho más controvertido. Parker también murió con 45 años de edad en 1949, y no con 70 años como Nolte (Parker no vivió hasta los 70 años y murió a los 61 años).
- Parker no fue el que creó el Gangster Squad. La Brigada fue creada por el Jefe Clemencia B. Horrall en 1946.
- La película concluye con Cohen siendo arrestado en 1949 por asesinato y enviado a Alcatraz. En realidad, fue encarcelado en 1951 y de nuevo en 1961 por evasión de impuestos. Fue, sin embargo, atacado con un tubo de plomo en la cárcel.
- Slapsy Maxie, una discoteca un lugar destacado en la historia, fue un verdadero establecimiento propiedad de "Slapsy" Maxie Rosenbloom, un ex campeón de boxeo de peso semipesado.
- Si bien es posible que Cohen fuese asesinado Jack Whalen en la vida real, no se encontraba en casa de Whalen como se muestra en la película. Whalen fue rodada en 1959, mientras que en la cena con Cohen y tres de sus compañeros, Cohen no fue acusado o condenado por el mismo asesinato.
- El guardaespaldas de Cohen Johnny Stompanato no le dispararon como se muestra en la película, vivió hasta 1958, cuando fue apuñalado por Cheryl Crane, la hija de su novia, Lana Turner.
- En la vida real, Max Kennard fue el primero de la Brigada en morir, sin embargo, fue en un accidente automovilístico 1952 después de que se retirara, y no con un disparo en acto de servicio como en la película.
- En la película, Conwell Keeler es el primer miembro de la Brigada de ser asesinado. En la vida real, sobrevivió a todos los demás miembros de la Gangster Squad, y murió de un derrame cerebral en 2012.
- John O'Mara disfrutó de su jubilación junto a su esposa Connie y su hija (a diferencia del hijo que tienen en la película) hasta la muerte de O'Mara en 2003 a la edad de 86.